# Vorm (Arabisch)
De vorm (Arabisch: وزن, wazn) van een Arabisch werkwoord duidt bepaalde eigenschappen van dit werkwoord aan, met hieraan gekoppeld een voor die vorm geldend vervoegingsschema. Het gaat hier om eigenschappen zoals intensiteit, causatief, actief of passief karakter en reflexiviteit. Ieder werkwoord in het Arabisch behoort tot één welbepaalde vorm. De conventie is de vormen aan te duiden met Romeinse cijfers: vorm I, vorm II enz. Vorm I is de basisvorm, welke alleen op de drie (of vier) radicalen van de wortel van het werkwoord is gebaseerd. Andere, "hogere" vormen zijn afgeleid van vorm I, hebben een gerelateerde maar verschillende betekenis en voegen in de vervoegingen een of meer letters toe. Men duidt in het Nederlands de vormen soms ook aan als stammen, maar dit wijkt af van de gebruikelijke betekenis van stam in de taalkunde.

## Mogelijke vormen
Bij de meest voorkomende categorie van werkwoorden met een wortel van drie radicalen zijn er vijftien mogelijke vormen inclusief de basisvorm. De vormen I t/m VIII en X zijn courant, de vormen IX en XI t/m XV zijn zeldzaam en worden vaak weggelaten in leerboeken. Voor geen enkele wortel geldt dat er werkwoorden bestaan voor alle vormen I t/m VIII en X. Ook is het niet noodzakelijk dat vorm I voorkomt bij een bepaalde wortel, zo is het mogelijk dat er alleen een vorm-IV werkwoord voor een bepaalde wortel bestaat.
Bij de kleinere categorie van werkwoorden met een wortel van vier radicalen zijn er vier mogelijke vormen. De vormen II t/m IV komen echter niet overeen met de gelijk genummerde vormen bij de categorie met drie radicalen.

## Betekenisveranderingen
Uitgaande van de basisvorm voegt een afgeleide vorm één of meer letters toe, die algemeen gesproken een betekeniswijziging representeren. Enkele voorbeelden:
- Een klinkerverdubbeling met een shedda kan een intensivering aanduiden, ofwel het overgankelijk maken van het werkwoord. Dit komt voor bij vorm II en V. Voorbeelden fataha: openen, fattaha: bruusk openen, waSala: arriveren, waSSala: brengen.
- Het toevoegen van een alif kan duiden op gezamenlijkheid. Vormen III en VI. Voorbeeld: darasa: studeren, dārasa: samen studeren.
- Het toevoegen van een ta duidt erop dat de actie op de actor terugwerkt. Vormen V, VI, VIII en X.
- Het voorvoegen van "in" duidt op de onbekendheid van de veroorzakende actor. Vorm VII. Voorbeeld: inkasara: breken - intransitief.

Dit zijn algemene opmerkingen: het is echter niet zo dat men deze regels altijd zo kan plaatsen bij een welbepaald werkwoordsvorm.

## Vervoegingen
Hieronder voorbeelden van de verschillende vormen uitgaande van een regelmatig vervoegende wortel met drie radicalen كتب kataba, met als kernbetekenis schrijven. Voor vorm IX is er een andere wortel gebruikt, aangezien de betekenis van die vorm beperkt is tot kleuren en lichamelijke defecten.
| Vorm | Volt. tijd. | Betekenis                                           | Onvolt. tijd | Betekenis                                          |
| ---- | ----------- | --------------------------------------------------- | ------------ | -------------------------------------------------- |
| I    | kataba      | "hij schreef"                                       | yaktubu      | "hij schrijft"                                     |
| II   | kattaba     | "hij deed (iemand) schrijven"                       | yukattibu    | "hij doet (iemand) schrijven"                      |
| III  | kātaba      | "hij correspondeerde met, schreef aan (iemand)"     | yukātibu     | "hij correspondeert met, schrijft aan (iemand)"    |
| IV   | ʼaktaba     | "hij dicteerde"                                     | yuktibu      | "hij dicteert"                                     |
| V    | takattaba   | onbestaand                                          | yatakattabu  | onbestaand                                         |
| VI   | takātaba    | "hij correspondeerde (met iemand, m.n. wederzijds)" | yatakātabu   | "hij correspondeert (met iemand, m.n. wederzijds)" |
| VII  | inkataba    | "hij onderschreef"                                  | yankatibu    | "hij onderschrijft"                                |
| VIII | iktataba    | "hij kopieerde"                                     | yaktatibu    | "hij kopieert"                                     |
| IX   | iḥmarra     | "hij werd rood"                                     | yaḥmarru     | "hij wordt rood"                                   |
| X    | istaktaba   | "hij vroeg (iemand) om te schrijven"                | yastaktibu   | "hij vraagt (iemand) om te schrijven"              |

## Beklinkering
Voor alle vormen behalve vorm I ligt de beklinkering vast op basis van de radicalen: kent men de drie of vier radicalen van de wortel dan kan men alle vervoegingen bepalen zonder verdere informatie. In vorm I kunnen er verschillende beklinkeringen zijn en moet men buiten de radicalen dus ook de beklinkering van de wortel kennen om de vervoegingen te kunnen bepalen. 

## Gebruik genummerde vormen
In de Arabische wereld gebruikt men normaal de genummerde vormen niet: zij zijn ingevoerd door Westerse taalwetenschappers. In plaats hiervan gebruikt men in de Arabische wereld de wortel fa'ala فعل en afgeleide vormen daarvan zoals فعّل voor vorm II enz.

## Woordenboek
In een traditioneel Arabisch woordenboek of vertaalwoordenboek vindt men een afgeleide vorm van een werkwoord onder de wortel van het werkwoord. Zo moet men تكلّم takallama, spreken, vorm V, niet zoeken onder de ت ta maar onder de ك kaf bij de wortel كلم kalama. Er bestaan inmiddels echter ook vertaalwoordenboeken waar de volgorde van vermelding niet volgens wortel is maar volgens alfabet.